# 南小松島站
南小松島站（日语：／ Minami-komatsushima eki */?）是一位於日本德島縣小松島市南小松島町，隸屬於四國旅客鐵道（JR四國）的鐵路車站。車站編號為M06。本站是特急列車停車站，所有列車都會停靠。自從1985年日本國有鐵道小松島線廢線後，本站便成為了小松島市的中心車站。但位置上，亦和小松島市的市中心有點距離。

## 車站結構
設有單層木製建築一座，於80年代中期，因應小松島線廢線後，南小松島站代替了原本的中心車站「小松島站」而進行過翻新工程。，加設了商店位置及更換站舍外壁。現時除了站務室及候車大堂外，亦設有由JR四國屬下子公司的麵包店「Willie Winkie」，而便利商店則已經結業。

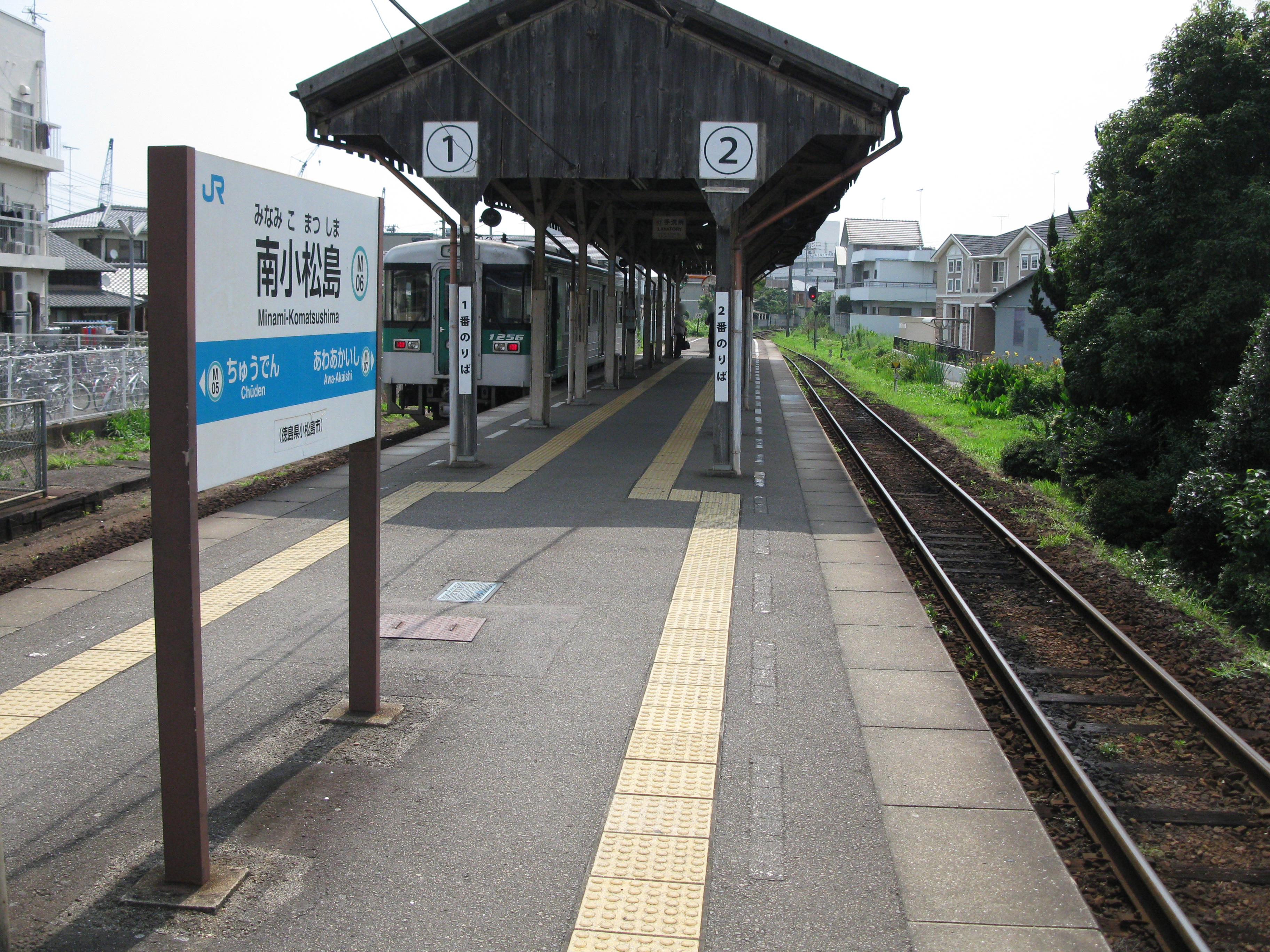
1號月台上停靠了下行往牟岐站的1200系普通列車。

設有島式月台1座，提供1面2線的配置，有效長度比一較車站為短，只有3輛。月台長度並不能完全容納第4卡。月台和站舍以平交道連接，位處於月台末端向德島站方向，為無障礙斜道。有蓋候車亭設於月台中央位置。兩邊轉轍器均為Ｙ型，即兩邊軌道均為對等軌道。

### 月台配置
| 月台 | 路線    | 方向 | 目的地                                   | 備註                              |
| ---- | ------- | ---- | ---------------------------------------- | --------------------------------- |
| 1    | ■牟岐線 | 下行 | 阿南、牟岐、阿波海南方向                 | 主發月台，個別班次會於2號月台開出 |
| 2    | ■牟岐線 | 上行 | 德島、板野、阿波川島、穴吹、阿波池田方向 | 主發月台，個別班次會於1號月台開出 |

## 歷史
- 1916年12月15日：開業。
- 1936年7月1日：車站轉由日本國有鐵道營運。
- 1987年4月1日：日本國鐵分割民營化，車站的營運由JR四國繼承。
- 2024年3月16日：終日無人化[3][1]。

## 歷年乘車人數
- 1173人（1995年度）
- 1123人（1996年度）
- 1031人（1997年度）
- 964人（1998年度）
- 895人（1999年度）
- 846人（2000年度）
- 819人（2001年度）
- 767人（2002年度）
- 769人（2003年度）
- 785人（2004年度）
- 798人（2005年度）
- 827人（2006年度）
- 817人（2007年度）
- 831人（2008年度）
- 791人（2009年度）
- 797人（2010年度）

## 相鄰車站
四國旅客鐵鉄道
■牟岐線
■普通
中田（M05）－南小松島（M06）－阿波赤石（M07）

## 外部連結
- JR四國南小松島站